# سعيد بن عبد الله كردي
اللواء سعيد بن عبد الله بن علي الملي المعروف باسم سعيد كردي (1314– 1384ھ   1896– 1964م) عسكري وضابط، محرر صحفي، وكاتب سير ذاتية سعودي. تدرج في عدة وظائف حكومية عسكرية؛ إذ شغل رئاسة أركان حرب الجيش السعودي في عهد الملك عبد العزيز، ثم تولى إدارة الاستخبارات العامة في عهد الملك سعود.

## سيرته

### الأسرة والمولد
ولد في دمشق عام 1314ھ / 1896م لعائلة من قبيلة ميلان الكردية، وأكمل تعليمه في بيروت، ثم استقر في الحجاز أثناء حكم الأشراف على مكة. استسلم للقوات السعودية، وكان آنذاك من ضباط الشريف علي بن الحسين بمدينة جدة، وقد رحب الملك عبد العزيز آل سعود بالكردي وغيره، وضمهم إلى إدارته في مواقع عسكرية متعددة.

### عمله الحكومي
اختاره الملك عبد العزيز ليكون قائداً للجيش السعودي في حرب فلسطين 1948م، وكان قائداً شجاعا في مواطن الشجاعة لا التهور، حازما صارما شفوقا مقدرا مواقف الرجال. وبعد العودة من فلسطين كلف بمهمة كبيرة جال خلالها انحاء المملكة شمالا وجنوبا وشرقا وغربا، وأعد عنها تقريراً صدر على اثره أمر الملك بتعيين الزعيم العميد سعيد الكردي رئيسا لأركان حرب الجيش السعودي خلفاً للعقيد الشريف محسن الحسين، ثم  عُيَّن في عهد جلالة الملك سعود بن عبد العزيز مديراً لمصلحة لاستخبارات العامة خلفاً محمد العيبان ومنحه رتبة لواء ركن. وفي تلك المرحلة تم إنشاء فرعين للرئاسة في الداخل، هما: فرع المنطقة الغربية في جدة، وفرع المنطقة الشرقية في الظهران. وتم نقل مجموعة من الضباط والموظفين من ذوي الخبرة والكفاءة العالية من وزارة الدفاع والطيران والمفتشية العامة للعمل في رئاسة الاستخبارات العامة.